# Christian Dollberg
Christian Dollberg (nacido el 3 de noviembre de 1971) es un exfutbolista argentino que jugó como Defensa.

## Carrera
Surgido en el club Argentinos Juniors donde disputó 70 partidos y convirtió 8 goles, entre 1992 y 1994. En 1995 pasó a Lanús, para jugar 14 encuentros y anotar 2 tantos.
En la temporada 1995/1996 se unió al 1. FC Köln de alemán, donde participó en 14 partidos. En 1996 Boca Juniors lo repatrió gracias a Carlos Salvador Bilardo. Sin embargo, en el Xeneize jugó con poca regularidad ya que se lesionó el tendón de Aquiles. Cuando estaba por regresar, casi un año después de la lesión, en 1997, se resintió de la dolencia y no volvió a jugar hasta 1999.
Siguió su carrera en el PAOK griego, y volvió en 2001 para jugar en Defensores de Belgrano en la B Nacional, con menos de 30 años Dollberg se retiró del fútbol.

## Clubes
| Club                   | País      | Año       | Partidos | Goles |
| ---------------------- | --------- | --------- | -------- | ----- |
| Argentinos Juniors     | Argentina | 1992-1994 | 70       | 8     |
| Lanús                  | Argentina | 1995      | 14       | 2     |
| 1. FC Köln             | Alemania  | 1995-1996 | 11       | 0     |
| Boca Juniors           | Argentina | 1996-1999 | 13       | 0     |
| PAOK                   | Grecia    | 2000-2001 | 7        | 2     |
| Defensores de Belgrano | Argentina | 2001      | 3        | 0     |

## Palmarés
| Título                     | Club         | País      | Año  |
| -------------------------- | ------------ | --------- | ---- |
| Primera División Argentina | Boca Juniors | Argentina | 1999 |